# あこがれ♥二重唱
『あこがれ♥二重唱』（あこがれにじゅうしょう）は、原作：佐和みずえ、作画：佐藤まり子による日本の漫画作品。
『なかよし』（講談社）にて1980年10月号から1981年3月号まで連載された。

## 概要
「シュガーポットのないしょ話」「ケーキハウスはお日さま色」「ラブ♡ケーキもう焼けた?」「ちょっぴりひかえめ恋の味」の4作品クッキングレシピのコラボレーション漫画の後に「ポプリ」と言う当時としては、聞きなれないホビーを、ラブコメディー漫画とコラボレーションした作品である。ポプリ・レシピは材料が入手困難なものが多かったので、作品中では簡単に出来るもののみを掲載している。
通信販売などが存在していなかったので、ポプリの材料自体も入手が出来ず、そのフォローとして、本編漫画の欄外に主人公の1人である「結衣のポプリメッセージ」による読者でも出来るアドバイスや『なかよし』の付録「なかよしギャルズ百科6 愛のフラワーブック」では、ポプリの必要な材料入手方法として東京都渋谷区原宿にある『陶光・生活の木』の住所を紹介したり、今作品の主人公の1人である、結衣のイラスト付きの「ローズ＝ラベンダーポプリ」レシピ後に、この本のラストに「ローズ・ラベンダーポプリ」に必要な材料を50名限定にプレゼントを実施していた。

## 登場キャラクター
上泉麻衣（かみいずみまい）
主人公の1人。結衣の双子の姉。中学2年生、C組。ボリュームのあるセミロングのパーマヘアーの女の子。結衣との違いは前髪が別けていない、リボンでヘアーバンドをしている。木に登ったり、飼い猫ボスと好物のドーナツで争ったりとお転婆な性格である。趣味は意外にもお琴で毎週教室に通っているが、琴が出来る事を知った後、一ノ瀬からは麻衣の木登りしている姿を思い出し笑いをされ、修平からはあっけにとられている。服装はズボン、キュロット、シンプルよりで可愛い服を着用するが、琴演奏時には振袖を着用する事もある。結衣と共通したものは花言葉の知識がある。初デートで男性の家に行ったらこんな気分だろうという現実味の想像をする。中学3年生の先輩である一ノ瀬に恋をしている。
上泉結衣（かみいずみゆい）
主人公の1人。結衣の双子の妹。中学2年生、B組。ボリュームのあるセミロングのパーマヘアーの女の子。麻衣との違いは前髪が別けている、髪の毛の1部を2つ分けにしてリボンやヘアーピンを使っている。ポプリコラボレーションのメインキャラクターでもある為に趣味はポプリ。作成する事に対して熱心であり、猫のペットショップ「Kitty Land」を経営している父に自作のポプリを置いてくれる事を嘆願するが全く相手にされていない。麻衣とは逆にお琴が大嫌いでよく教室をサボる。服装はフリル、リボンの多いドレッシーのものを着用。購買委員である。好物はクリームコロッケ。助けてくれた好きな男性を「王子様」、ポプリの瓶を無傷でキャッチした修平を「ポパイ」に例えるほど夢見るタイプである。作品中、失恋が一番多いキャラクターでもある。
麻衣と結衣の父
猫限定のペットショップ「Kitty Land」を経営している結衣と麻衣の父。呼び名は「パパ」。結衣がこのお店にポプリを置く提案に関して無関心である。
麻衣と結衣の母
呼び名は「ママ」。非常に朗らかな性格である。
麻衣と結衣の祖母
呼び名は麻衣、結衣が「おばあちゃん」、嫁が「おばあちゃま」。優しい性格であるがこの人物の所有物に結衣がポプリの材料にしている。
ボス
「Kitty Land」の売れ残りの猫で上泉家のペット。「ぶたねこ」と呼ばれる事も多い。ドーナツが好きで麻衣とよく喧嘩をする為に名物扱いになっている。何らかの形で結衣作成のポプリにも絡むことがある。
一ノ瀬亮（いちのせりょう）
中学3年生。秀才、ラグビー部のエース、風紀委員でもある。2枚目で学校の女生徒からモテる。舞が学校に持って来た花の香りのするサシェがきっかけとなって、ストーリー中盤で麻衣にデートを申し込み公認の中になる。麻衣と結衣がラグビー部員から「同じ顔」と言われたが「同じ顔では無い!」と激怒するほどの真面目な性格である。またひとりぼっちの結衣に対してに気つかうところがあり自宅でクリスマスパーティーを開いてくれる。憧れのラグビーの夢の為に進路を選択している。
堂本修平（どうもとしゅうへい）
中学2年生。結衣と同クラス、ラグビー部のエース、購買委員。更に自宅は「堂本フラワー」の花屋を経営しており配達に出る事もある。呼び名は「修平」。性格はがさつで乱暴者でいい加減なところがあるが、いざと言う時は真面目になる。自己紹介時には冗談でエースと言っているが、実力は結衣の持ってきたポプリ入ったの瓶、数個を無傷でキャッチしたほどの反射神経の持ち主。麻衣と結衣がラグビー部員から「同じ顔」と言われた後、一ノ瀬は「どことなく違う」と言う区別をしているが、このキャラクターだけは後日結衣がある事情で麻衣に化けた時に顔だけで見破っている。結衣の対しては「ねこ屋のふたご」「ふたご」「おまえ」、麻衣に対しては交流が少ないので「ねこ屋のふたご」「はねっかえり」としか呼んでいない。
堀川たかし
中学2年生、A組。結衣のストーリー中最初の恋の相手。購買部に「君、いつも、熱心だね」と言われてから熱を上げるが、数日後に転校することになり、結衣が思いを込めたローズマリーのポプリを渡した数日後に、通り道で堀川と恋人らしき人物を見て失恋する。
北野くん
一ノ瀬と同級生で友人。ラグビー部所属の2枚目系の男性。名前は作品中存在していない。第2話目から一ノ瀬と一緒に麻衣のみが出会っているが、本格的な登場は第3話ラストのクリスマスパーティーからである。
若林さん
結衣の親友で三つ編みの雀斑顔の女の子。通称「若ちゃん」。名前は作品中記載が無い。「結衣が若ちゃん」「麻衣が一ノ瀬」と一緒にいる事で麻衣と結衣がお互いに焼きもちをやいていた事もあり、これが姉妹喧嘩の飛び火になっている。結衣がこの親友がいる反面麻衣の方にはクラスメイトとの交流が確り描かれているが一ノ瀬を除けば親友と呼べる人物が存在しない。
大原さん
中学2年生、A組。名前は作品中存在していない。美人で要領の良い女の子であるが、B組との合同体育の時にとろい結衣を叱りつける事が多い為「誰でも活動するとやりにくいタイプ」。ヘアースタイルはポニーテールと髪をおろした2種類が存在する。一時期堀川の事が好きらしい噂があったが、実際は修平のことが好きでラグビーの試合を見に行っている。
一ノ瀬の母
「Kitty Land」の猫を購入した人物である為に配達に来た麻衣との交流がある。飼った猫は「ミミー」と名づけている。舞と亮との仲に関しては麻衣が1人で来ても自宅に招きお茶を出す程、好感が高い公認状態である。このキャラクターは状況を知っていないが麻衣と亮とのすれ違いの修復のきっかけを間接的に作ってくれている。

## 作品や結衣登場の付録などに登場したポプリ関連
漫画作品中、全作品、結衣が作成している。ストーリーに関連していないものは重要性がない限り記載しない。
ガラスの靴に入った柊のポプリ、ラベンダーの入った星の国のクリスマス
習い事の琴をよくサボる結衣の口止めに麻衣が選んだが、断られてしまったポプリ数点の2つ。
リラの花のサシェ
習い事の琴をよくサボる結衣の口止めに麻衣に渡したネコの形をしたポプリの匂い袋。リラの花言葉が「初恋のときめき」なので言葉に関しては麻衣は気にいっているが、サシェ自体が「ぬか袋の猫」と言う理由で貰わなかった。しかしある重要なポプリ作成後に麻衣が手伝ってくれたので、再度結衣からポプリをプレゼントされた時に選んでいる。しかしこのサシェが新たな展開を起こす事になる。
ローズマリーのポプリ
花言葉は「私を思って下さい」のローズマリーのポプリ。結衣が堀川に渡す予定であったが、足りない材料があり中々渡せないかったが、堀川が転校する事になったので緊急に作成する事になったが、足りない材料であるサンダルウッドの木の状態のものが見つからなかったが、祖母が友人から戴いた扇を潰して完成させた。
どんぐり山のポプリ
杉の葉、まつぼっくり、白檀を入れたポプリ。学校の校庭のどんぐりを使用。
金木犀と蓬のスリープピロー
一ノ瀬の家に猫を配達した時に、一ノ瀬の母から貰った金木犀と入手場所は記載されていない蓬の2つを使ったポプリの枕で未来を夢見る為に作成したが、匂いがきつくて失敗作であった。ボスのみがこの枕で眠れている。
ポマンダー
花の香りに縁のあった一ノ瀬との初デート時に、嫌がる結衣から麻衣が無理矢理借りたポプリのペンダント。使用している花等は解っていない。
ミセスメランコリー
花言葉「私の幸福な日々は過ぎた」のサフランと矢車草をあわせた、麻衣に恋人が出来、結衣がひとりぼっちをあらわした、憂鬱な香りのポプリ。
ハーブティー
作品中初めて材料が「結衣のポプリメッセージ」に掲載されたもの。紅茶を混ぜないローカフェインものである。
- 青紫蘇パセリティー
  - 紫蘇とパセリにお湯で5分蒸らし塩を少々入れたお茶。心臓に良い。上泉家のティータイム時に結衣が出したもの。

- 蒲公英クローバーティー。
  - 欄外の「結衣のポプリメッセージ」にのみ掲載。蒲公英の葉とクローバーの葉をお湯で5分蒸らしたお茶。不眠症に良い。

- ローズティー
  - バラの実と紅バラの花びらをにお湯で5分蒸らして蜂蜜を入れる、花言葉「あなたは愛する者のすべて」と言うものが存在するお茶。麻衣と結衣の誕生日に結衣が出したもの。

フリージア、オレンジの皮、キクの葉、ゼラニュームのポプリ
北野にプレゼントする為に結衣が作成した、ゼラニュームの花言葉「期待した待ち合わせ」のポプリ。北野には知らない状態で結衣とのデートを、強制的に麻衣が設定したので、北野が受験の為に即帰宅してしまい、渡す事が出来なかった。これがきっかけで麻衣と喧嘩になってしまった。
特別製「恋人のポプリ」
麻衣と結衣の誕生会に出したのポプリ。使用した花の詳細は解っていない。
卵の殻のポマンダー
作成中に、卵の殻が壊れてしまい失敗作になった。
恋がかなうポプリ
受験で一ノ瀬とすれ違いになった麻衣と失恋が続いた結衣のおまじない的な2つのポプリ。花の詳細は解っていない。
忘れな草のサシェ
大阪・阪南高校へ旅立つ一ノ瀬と見送る麻衣の為に東京駅に行く前に渡された、2つのサシェ。ハート型にリボンとレースをあしらったもので、1つには「Think of You」。もう1つには「I'll Miss You」の刺繍がある。
ドライポプリの基本とローズ・ポプリに作り方。
単行本本編終了後に結衣が登場し、ポプリついての様々な事について教えるコーナー。2ページ使用。
- ドライポプリの必要なものと基本。
  - 花、密閉できる大きなガラス瓶、スパイスなどを混ぜるホーローのボール、乾かした花を保存できる密閉びん、硝子や木のスプーン、軽量カップ、軽量スプーン、乳鉢、オイルを垂らす時に必須なスポイト。
  - 花を乾かす時間、レモンなどの皮の切り方と乾かし方、保存方法。

- ローズ・ポプリ
  - バラの花びら、オレンジの皮、コリアンダー、オリス、シナモンを使用した簡易ポプリである。それ以外にポプリ・レシピを掲載していたのは、連載と同時に本誌に同梱されていた昭和56年発行、なかよし付録「なかよしギャルズ百科6 愛のフラワーブック」の「ローズ＝ラベンダーポプリ」となかよし7月号付録「マイ♡ポプリダイアリー」の「星座別ラッキーポプリ（12種類）」だけである。

ローズ＝ラベンダーポプリ
連載中に同梱されていた、付録「なかよしギャルズ百科6 愛のフラワーブック」に結衣のイラスト込みで、サシェ、ポマンダーの説明とレシピ込みで紹介されている。ローズ、ラベンダー、オールスパイス、シナモン、クローブ、ローズオイルを使用する。

## 書誌情報
- あこがれ♥二重唱、初版発行日1981年5月2日 ISBN 9784061083806